# Krásny Brod
Krásny Brod est un village de Slovaquie situé dans la région de Prešov.

## Géographie

### Situation
Krásny Brod se situe dans la District de Medzilaborce au nord-est de la Slovaquie, proche de la Pologne. Krásny Brod est à moins de 5 km de Medzilaborce son chef-lieu, et de 40 km au nord de Humenné.
L'habitat est concentré au fond d'un vallon verdoyant, sur la rive droite de la rivière Laborec qui s'écoule du nord au sud.

### Voies de communication et transports

#### Accès routiers
Krásny Brod est accessible par la route 559 reliant Medzilaborce à Humenné. De cette voie, trois bretelles permettent de gagner le centre du village, dont la route 575 qui traverse le nord du village.
Au nord de son territoire est la jonction de la route 559 avec la 567 qui permet de rejoindre Snina via Nižná Jablonka.

#### Transports
Le village est desservi par la ligne 191 des chemins de fer Slovaque avec un arrêt « Krásny Brod » et un autre à « Monastyr ». ·

## Histoire
Première mention écrite du village en 1557.
Ce village a un passé riche en histoire religieuse puisque déjà, au IXe siècle, un monastère y avait été fondé par les apôtres et frères Cyrille et Méthode. C'est en 861 que l'empereur byzantin Michel III, envoya ces 2 missionnaires pour évangéliser les pays slaves.

## Démographie

### Évolution de la population
| Année:               | 1994. | 2004.   | 2014.    | 2024.   |
| -------------------- | ----- | ------- | -------- | ------- |
| Nombre de personnes: | 414   | 416     | 466      | 442     |
| Différence:          |       | +0,48 % | +12,01 % | -5,15 % |

| Année:               | 2023. | 2024.   |
| -------------------- | ----- | ------- |
| Nombre de personnes: | 446   | 442     |
| Différence:          |       | -0,89 % |

## Lieux et monuments

### Le monastère de Krasznobród

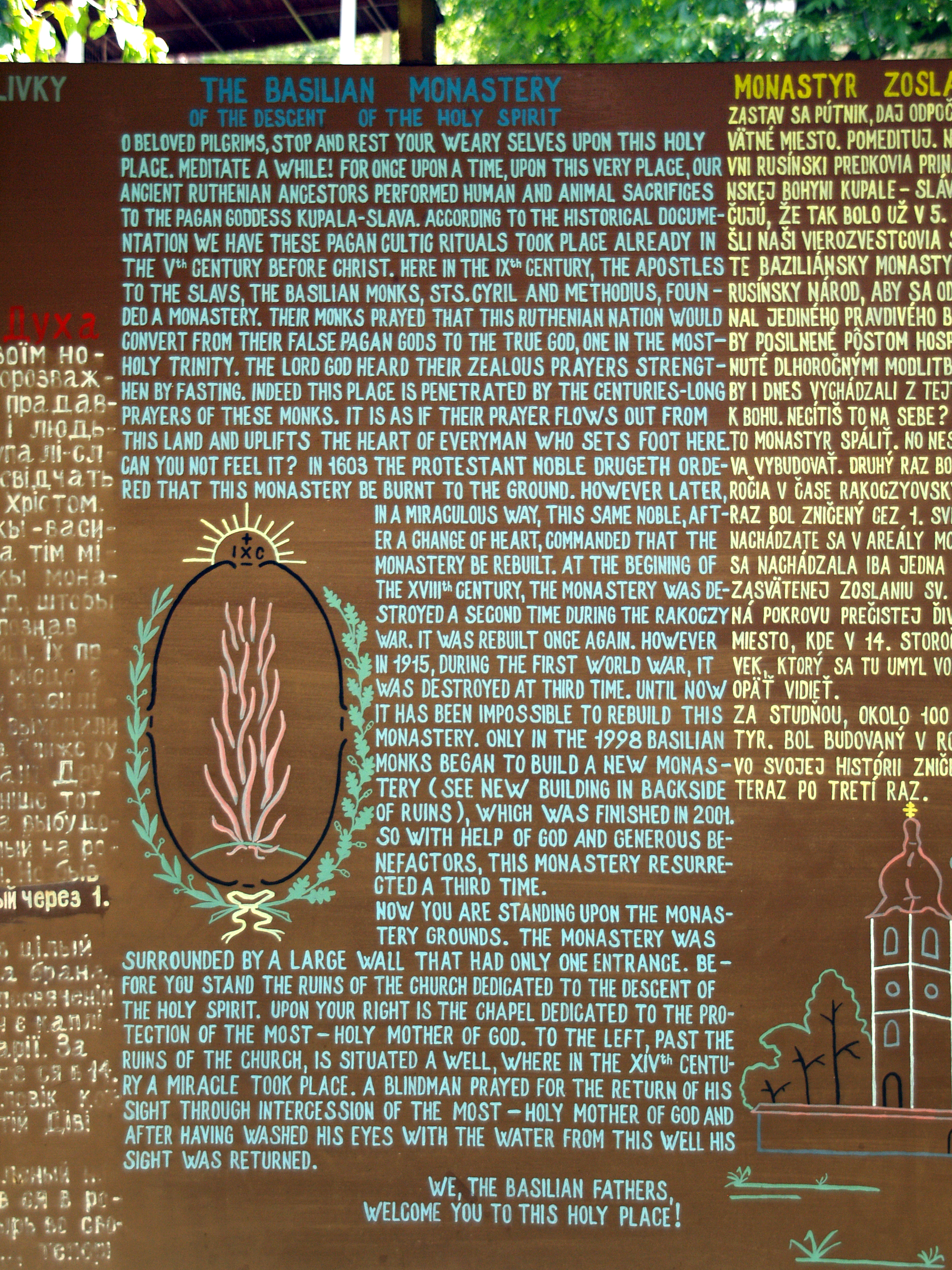
Texte d'accueil en anglais

Le monastère basilien de Krasznobród (Krásny Brod) est encore appelé Monastère basilien de la Descente de l'Esprit saint.
Ses ruines sont situées à droite de l'entrée sud du village par la route 559, sur une petite surélévation du terrain.
Le site présente quatre édifices religieux :
- les ruines de l'ancien monastère
- la chapelle dédiée à la Très-sainte-Mère de Dieu
- le nouveau monastère de Krasznobród
- la nouvelle église

Sur un panneau à l'entrée du site, est retracée l'histoire de l'ancien monastère écrite en trois langues : Russe, Anglais et Slovaque.
« Ô pèlerins aimés, arrêtez-vous et reposez-vous en cet endroit saint. Prenez le temps de méditer !
Il était une fois, à cet endroit même, nos ancêtres Ruthéniens offraient des sacrifices humains et animaux à la déesse païenne Kupala-Slava. Selon des documents historiques en notre possession, ces rituels du culte païen étaient déjà pratiqués au Ve siècle de notre ère. C'est ici au IXe siècle, que les apôtres, pour les Slaves, les moines Basilian St Cyrille et Méthode, ont fondé un monastère. Leurs moines ont prié pour que cette nation ruthénienne convertisse leurs faux dieux païens en vrai dieu, un dans la Très-sainte Trinité. Le seigneur Dieu a entendu leurs ardentes prières renforcées par le jeûne. En effet cet endroit est pénétré depuis des siècles par les longues prières des moines. C'est comme si leurs prières coulent hors de cette terre et élèvent l'esprit de celui qui met un pied ici. Ne le sentez-vous pas ? 

En 1603 un noble protestant ordonna que ce monastère soit brûlé. Quelque temps plus tard, d'une façon miraculeuse, ce même noble, après revirement commanda la reconstruction du monastère. Au début du XVIIIe siècle, le monastère fut détruit une deuxième fois pendant la guerre de Rakoczy. Il fut de nouveau rebâti. Cependant en 1915, pendant la première guerre mondiale, il a été détruit une troisième fois.
Jusqu'ici il a été impossible de reconstruire ce monastère. Ce n'est qu'en 1998 que les moines Basiliens ont commencé la construction d'un nouveau monastère (le nouveau bâtiment se situe derrière les ruines) qui a été fini en 2001. Ainsi avec l'aide de Dieu et des bienfaiteurs généreux, ce monastère a ressuscité une troisième fois. 
Maintenant vous vous trouvez sur son sol. Le monastère a été entouré par un grand mur qui a seulement une entrée. Avant vous vous teniez devant les ruines de l'église consacrée à la descente du Saint-Esprit. Sur votre droite vous voyez la chapelle consacrée à la protection de la Très-sainte-Mère de Dieu. Vers la gauche, passé les ruines de l'église, est situé le puits où au XIVe siècle un miracle a eu lieu. Un homme aveugle a prié pour le retour de sa vue par l'intervention de la Très-sainte-Mère de Dieu et ensuite, après s'être lavé les yeux avec de l'eau du puits, a recouvré sa vue ».

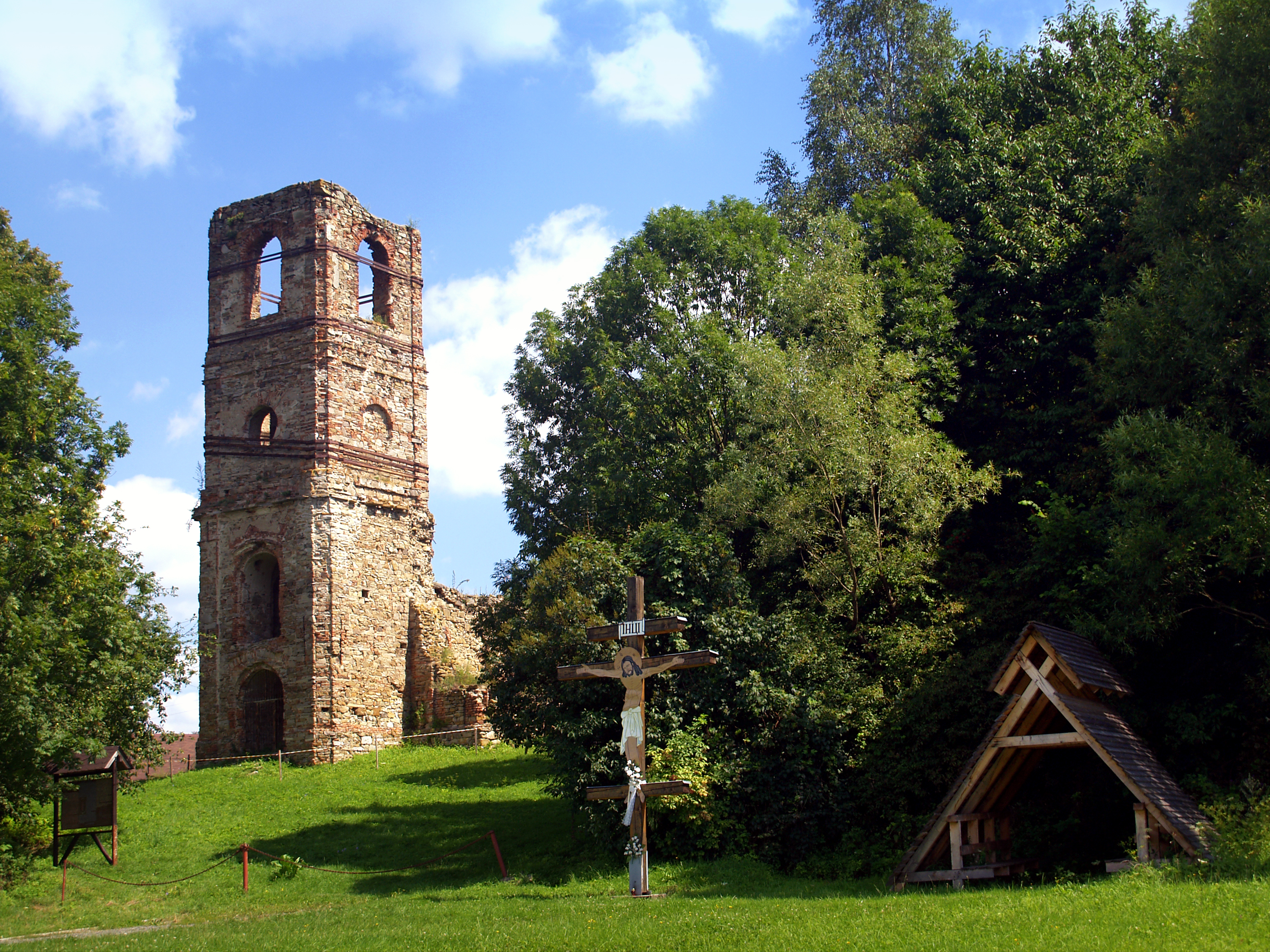
Vue antérieure des ruines du monastère
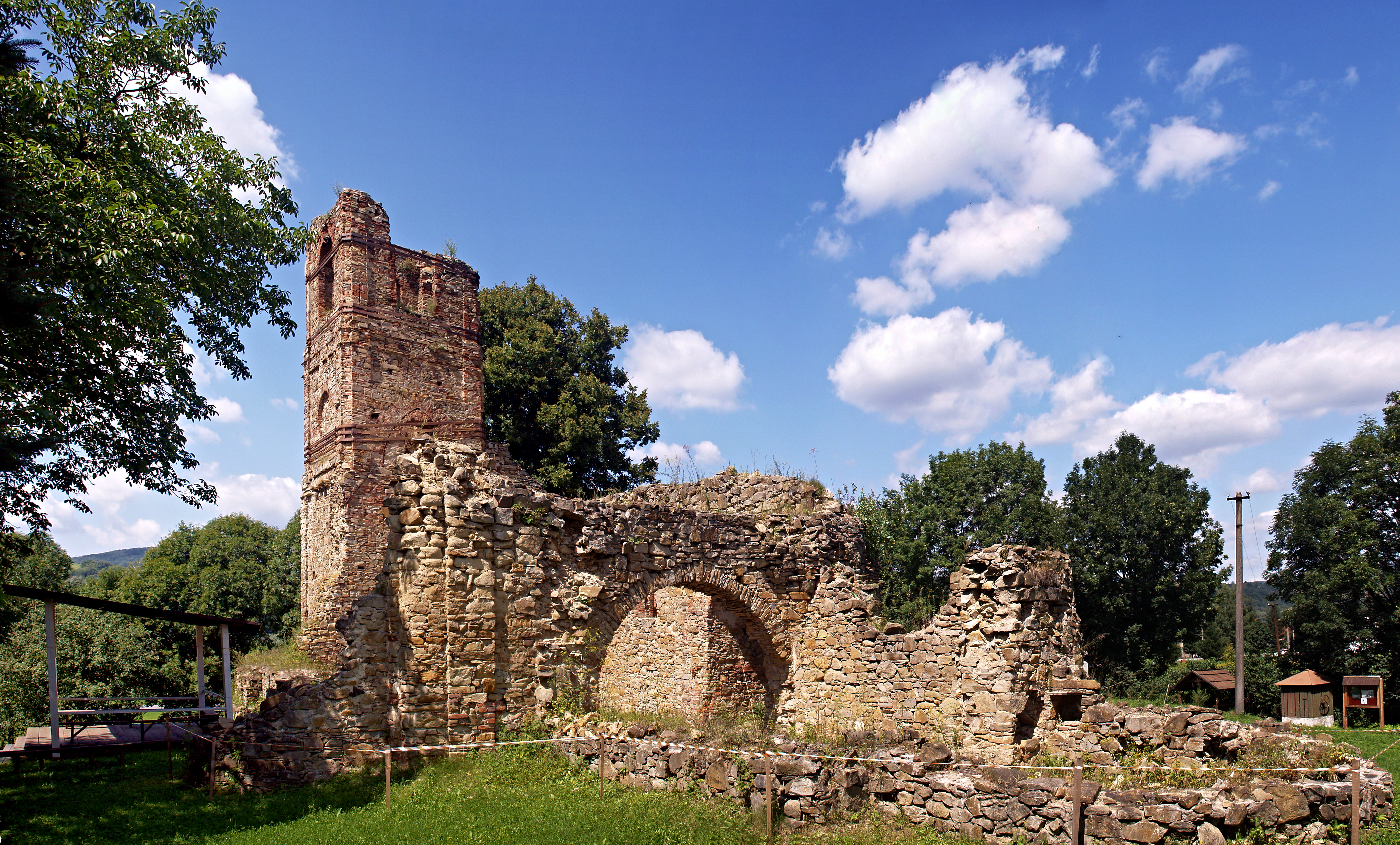
Ruines du monastère
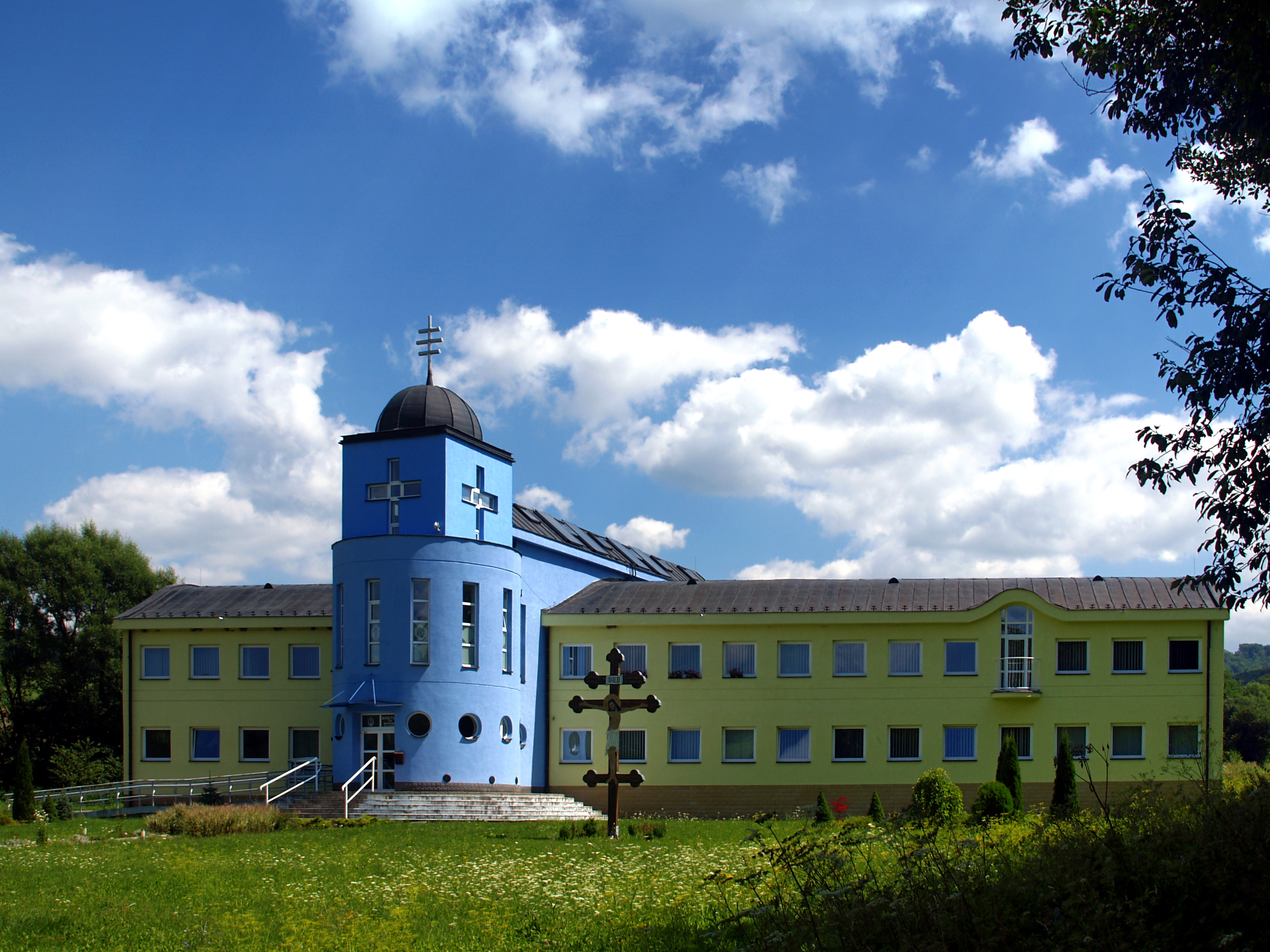
Le nouveau monastère
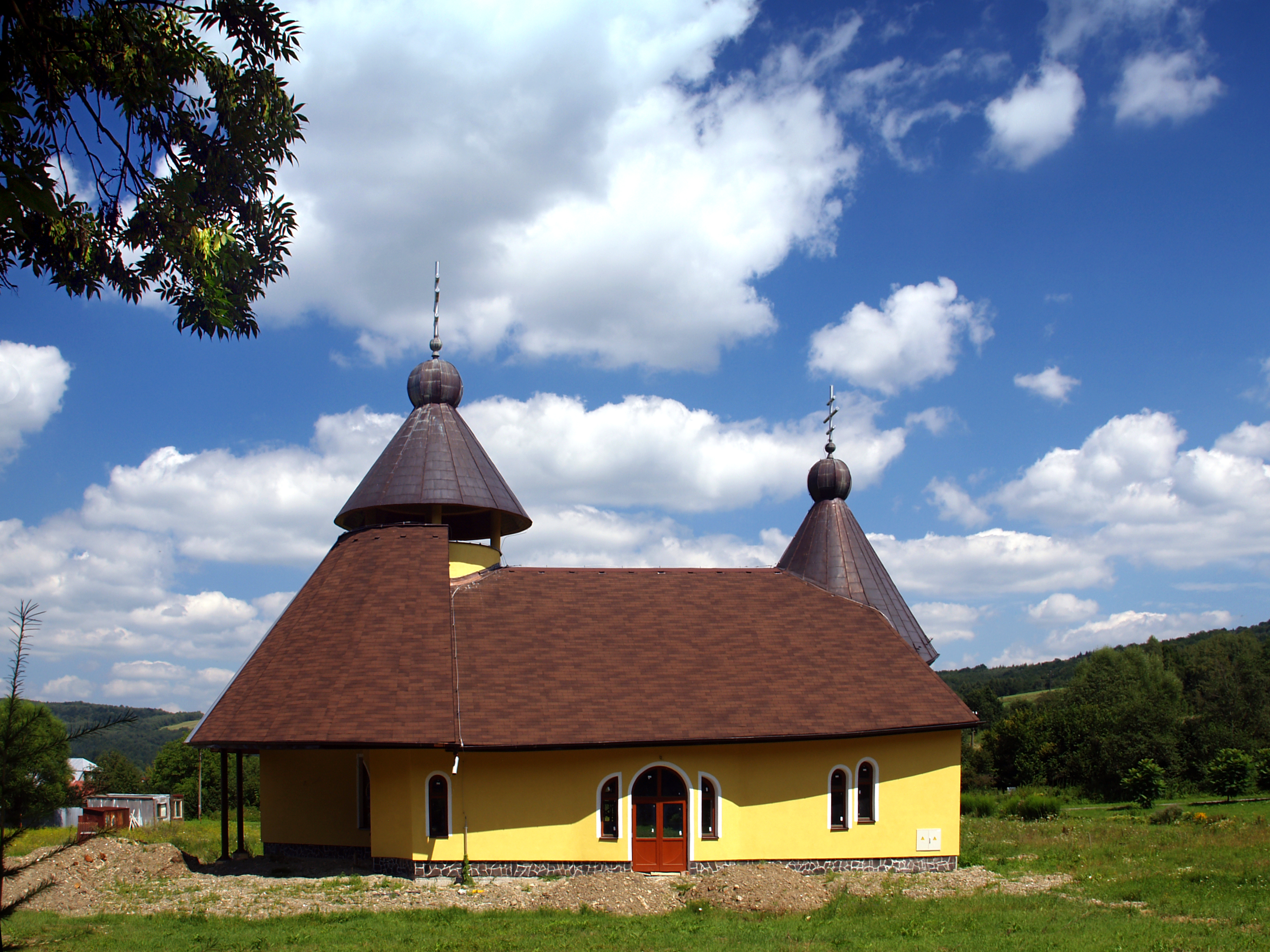
La nouvelle église
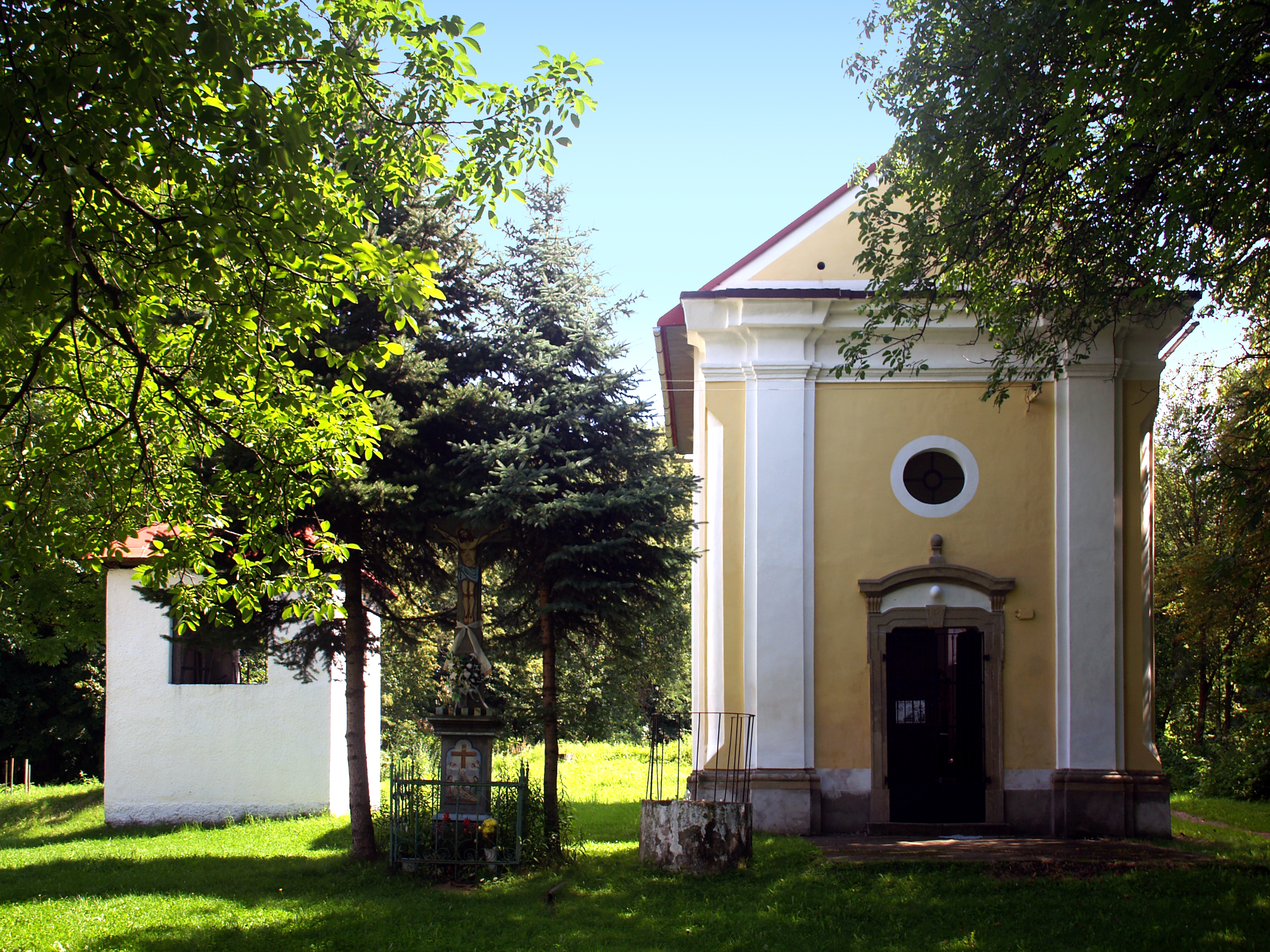
Chapelle
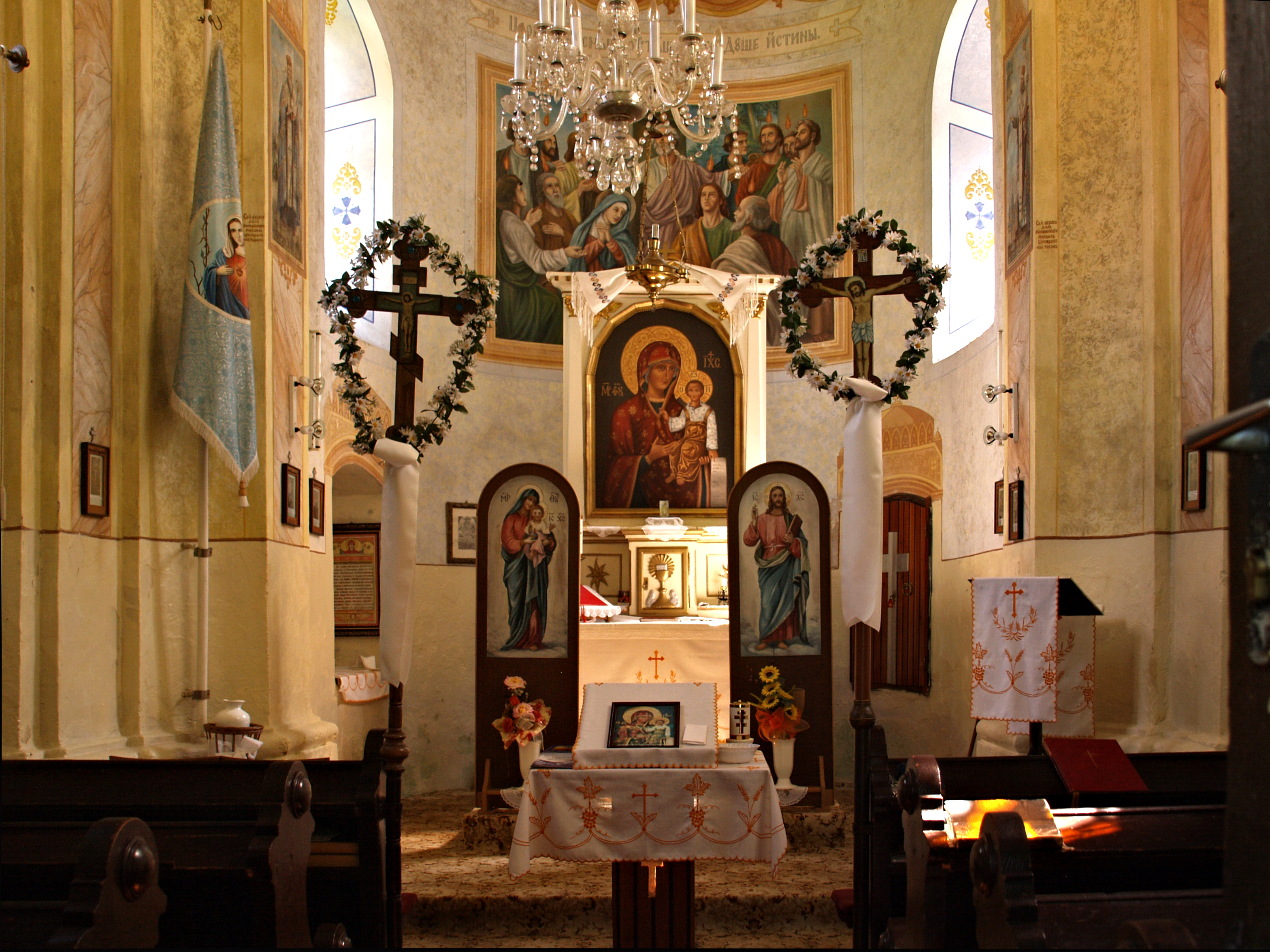
Intérieur de la chapelle